# 水平對臥十六缸引擎

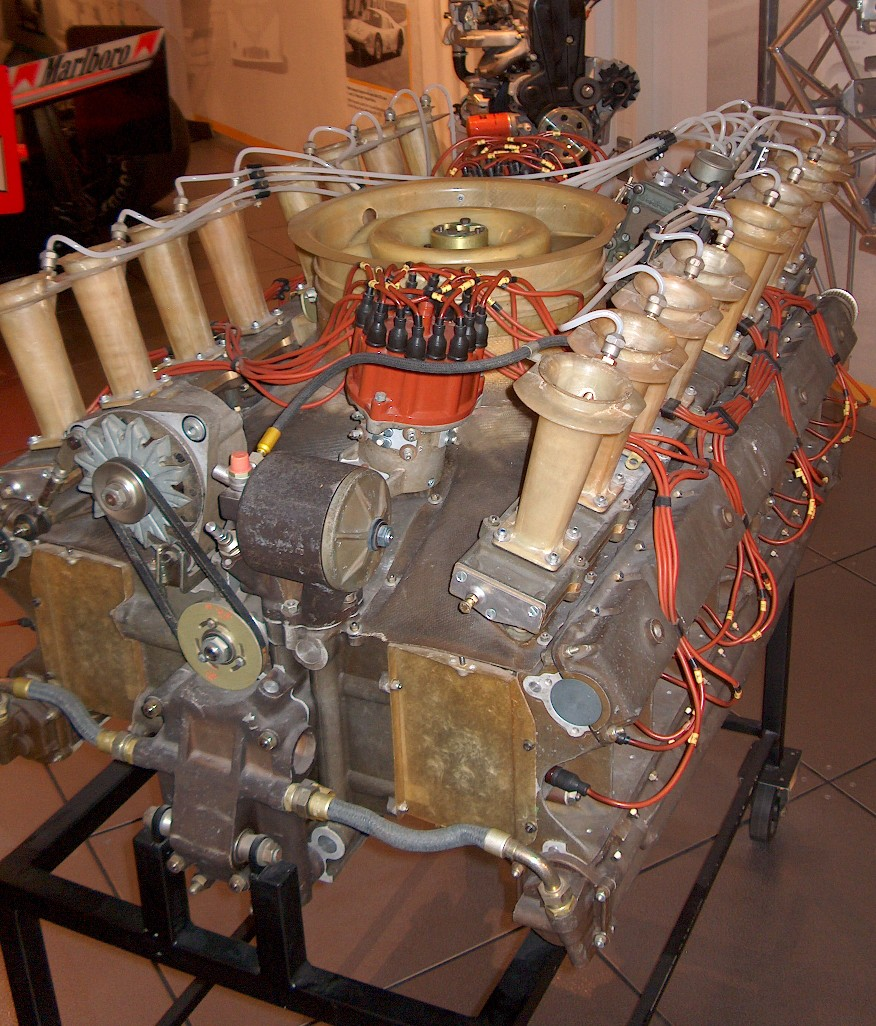
德國保時捷汽車開發的F16引擎，但從未投入競速賽事之應用，現陳列於該公司位於斯圖加特的保時捷博物館

水平對臥十六缸引擎是一種往復式發動機，由16個活塞分成左右各8個汽缸，以水平對臥的方式組成，而本條目專指活塞式內燃機。一般國外以「flat-sixteen」稱呼，略稱成F16；也有人稱作「boxer-16」，略稱成B16。

## 概要
此種型式的活塞引擎未曾搭載於市售量產車，只用於競速賽事中。英國引擎製造廠家考文特力·克萊麥斯（Coventry Climax）在1961年至1965年間開發了一具1.5L F16 FWMW型引擎，並計畫投入一級方程式賽車使用。最大馬力達213bhp / 10,500rpm，最大扭力115lb·ft / 8,000rpm。雖然布拉本車隊（Brabham）和蓮花車隊（Team Lotus）建造了配合此具引擎的賽車，可惜它並未正式服役，因為先前使用的FWMW V8型引擎足敷使用。
此外，1970年代邁凱倫車隊參加加拿大美國挑戰盃比賽（Canadian-American Challenge Cup，通稱為Can-Am）時，德國保時捷曾開發一具雙點火系統的水平對臥十六缸引擎，但從未真正置入保時捷917下場比賽；現在此具引擎被存放在斯圖加特的保時捷博物館展示。

## 內部連結
- 水平對臥引擎